# 19 oktober
19 oktober is de 292ste dag van het jaar (293ste dag in een schrikkeljaar) in de gregoriaanse kalender. Hierna volgen nog 73 dagen tot het einde van het jaar.

## Gebeurtenissen
- Algemeen
  - 1989 - Vier vermeende IRA-terroristen, bijgenaamd de Guildford Four, worden vrijgelaten na vijftien jaar onschuldig in de gevangenis te hebben gezeten.
  - 1990 - De Britse rederij P&O European Ferries Ltd wordt door een Londense rechtbank vrijgesproken van doodslag in het proces dat tegen de maatschappij was aangespannen na de ramp met de Herald of Free Enterprise in 1987.
  - 1994 - Een zelfmoordactie door een Hamas-lid op een bus in Tel Aviv eist 22 doden.[1]
  - 2005 - Saddam Hoessein staat terecht in Bagdad voor misdaden tegen de menselijkheid.[1]
  - 2013 - Vijf winkels en elf woningen in het centrum van Leeuwarden, waaronder het geboortehuis van Mata Hari, worden door brand getroffen. Bij de brand valt een dode.
  - 2013 - Boliviaanse cocatelers vallen politieagenten en militairen aan, die belast zijn met de vernietiging van illegale cocaoogsten. Bij de aanval in de plaats Apolo, 140 kilometer ten noorden van La Paz, komt een militair om het leven.
  - 2022 - De Sacharovprijs 2022 van het Europees Parlement wordt toegekend aan het Oekraïense volk.[2]
  - 2023 - De Sacharovprijs 2023 wordt door het Europees Parlement postuum toegekend aan de Koerdisch-Iraanse Mahsa Amini. Amini overleed vorig jaar na een gewelddadige arrestatie omdat ze haar hoofddoek te los zou hebben gedragen. De protestbeweging Vrouwen, Leven, Vrijheid die na haar dood maandenlang protesteerde tegen de onderdrukking in Iran krijgt eveneens de prijs.[3]
- Economie
  - 1987 - Beurscrisis, bekend onder de naam Zwarte maandag.[1]
  - 2009 - De DSB Bank wordt failliet verklaard.[1]
- Media
  - 1907 - Het eerste nummer van het links-radicale dagblad De Tribune verschijnt.[1]
  - 1951 - Eerste uitzending van het informatieve AVRO-televisieprogramma, Televizier.
  - 2012 - Na 12 jaar genomineerd bij het Gouden Televizier-Ring Gala wint Het Klokhuis in 2012 een Gouden Stuiver.
- Muziek
  - 1845 - Wereldpremière van de opera Tannhäuser van Richard Wagner in het Hoftheater in Dresden.[1]
- Oorlog
  - 202 v.Chr. - Slag bij Zama Regia: Een Romeins expeditieleger onder Scipio Africanus maior verslaat de Carthaagse strijdkrachten onder leiding van Hannibal.
  - 439 - Koning Geiserik verbreekt het vredesverdrag met Rome en belegert Carthago. Hij weet door een list de havenstad te veroveren en sticht het Vandaalse Rijk.
  - 1449 - De burgers van Rouen hebben geen zin in weer een beleg zoals in 1418. Zij komen tegen de Engelsen in opstand en openen de stadspoort.
  - 1794 - De Slag bij Puiflijk wordt gevoerd tijdens de Eerste Coalitieoorlog.
  - 1813 - Napoleon lijdt in de Slag bij Leipzig een van zijn zwaarste nederlagen.[1]
  - 1914 - De Eerste Slag om Ieper breekt uit.[1]
  - 1944 - In Japan ontstaan de Kamikaze, een zelfmoord groep ter verdediging van Japan in de Tweede Wereldoorlog.
  - 1992 - De Servische politie bezet het federale ministerie van binnenlandse zaken van Joegoslavië in Belgrado.
- Politiek
  - 1971 - President Idi Amin van Oeganda deelt mee dat 22 burgers zijn gedood door beschietingen vanuit Tanzania, van wie de meesten in Kikagati.
  - 1991 - De Kosovaarse regering in ballingschap roept de onafhankelijkheid uit van Kosovo, dan een provincie van Servië.
- Religie
  - 1605 - Zaligverklaring van Stanislaus Kostka (1550-1568), Pools jezuïet, en Aloysius Gonzaga (1568-1591), Italiaans jezuïet, door Paus Paulus V.
  - 1975 - Zaligverklaring van Arnold Janssen (1837-1909), Duits priester, stichter van het Gezelschap van het Goddelijk Woord en twee zustercongregaties, door Paus Paulus VI.
  - 1983 - Benoeming van Henny Bomers tot bisschop-coadjutor met recht van opvolging en van Joseph Lescrauwaet tot hulpbisschop van Haarlem.
  - 1997 - Paus Johannes Paulus II roept de Heilige Theresia van Lisieux (1873-1897) uit tot derde vrouwelijke kerkleraar.
  - 2003 - Zaligverklaring van Moeder Teresa van Calcutta (1910-1997), Albanees stichteres van de Missionarissen van Naastenliefde, in Rome door Paus Johannes Paulus II.
- Sport
  - 1960 - Het Luxemburgs voetbalelftal lijdt de grootste nederlaag uit zijn geschiedenis. Engeland wint in het groothertogdom met 9-0.
  - 2008 - De marathon van Amsterdam wordt voor de 33ste keer gehouden. Paul Kirui (Kenia) wint in een tijd van 2:07.52.
  - 2023 - De basketbalsters van Las Vegas Aces prolongeren het kampioenschap van de Amerikaanse Women's National Basketball Association door de vierde wedstrijd van de finale met 70-69 van New York Liberty te winnen en daardoor de best-of-five serie met 3-1 in hun voordeel te beslissen. In 2001 en 2002 lukte het de vrouwen van Los Angeles Sparks om een gelijkwaardige prestatie neer te zetten.[4]
  - 2023 - Nederlands veldrijdster Annemarie Worst wint de Kermiscross in het Belgische Ardooie. Landgenote Aniek van Alphen legt beslag op de tweede plaats en de Frans-Belgische Marion Norbert-Riberolle komt als derde over de finish. Bij de mannen is Gerben Kuypers uit België de snelste.[5]
- Wetenschap en technologie
  - 1999 - Ontdekking van Callirrhoë, een maan van Jupiter, door Jim V. Scotti, Timothy B. Spahr, Robert S. McMillan, Jeffrey A. Larsen, Joe Montani, Arianna E. Gleason en Tom Gehrels tijdens waarnemingssessies met de 36 inch telescoop van Kitt Peak in het kader van het Spacewatch programma van de Universiteit van Arizona.[6]
  - 2016 - ESA's ExoMars missie die bestaat uit de Trace Gas Orbiter en Schiaparelli lander komt aan bij Mars. Tijdens de landing stort de Schiaparelli lander neer.[7]
  - 2023 - Een internationaal team van wetenschappers beschrijft in een artikel in het wetenschappelijk tijdschrift Nature Astronomy dat bij een waarnemingssessie van de James Webb ruimtetelescoop met de NIRCam in juli 2022 een straalstroom met een snelheid van ruim 500 km/h is gevonden in de stratosfeer van de planeet die ongeveer ter hoogte van de evenaar van de gasplaneet loopt.[8][9]

## Geboren

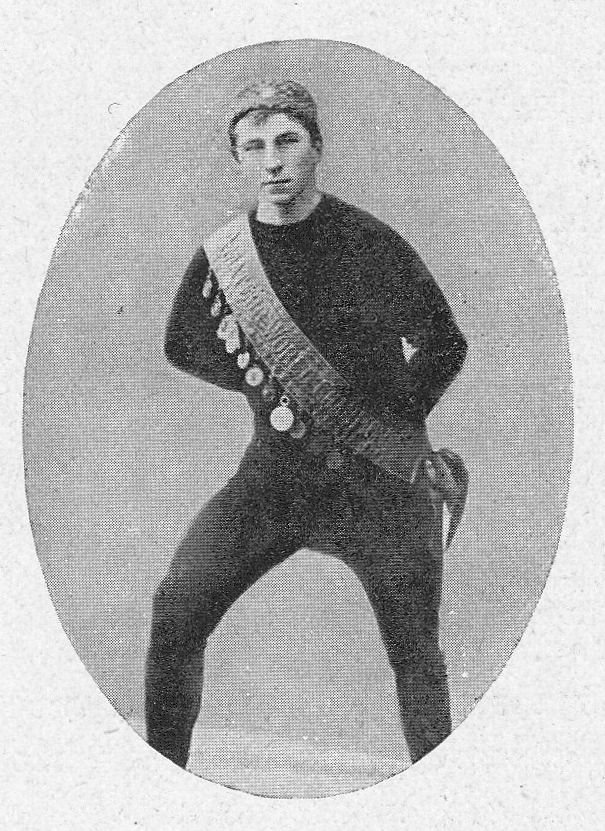
Jaap Eden
geboren in 1873

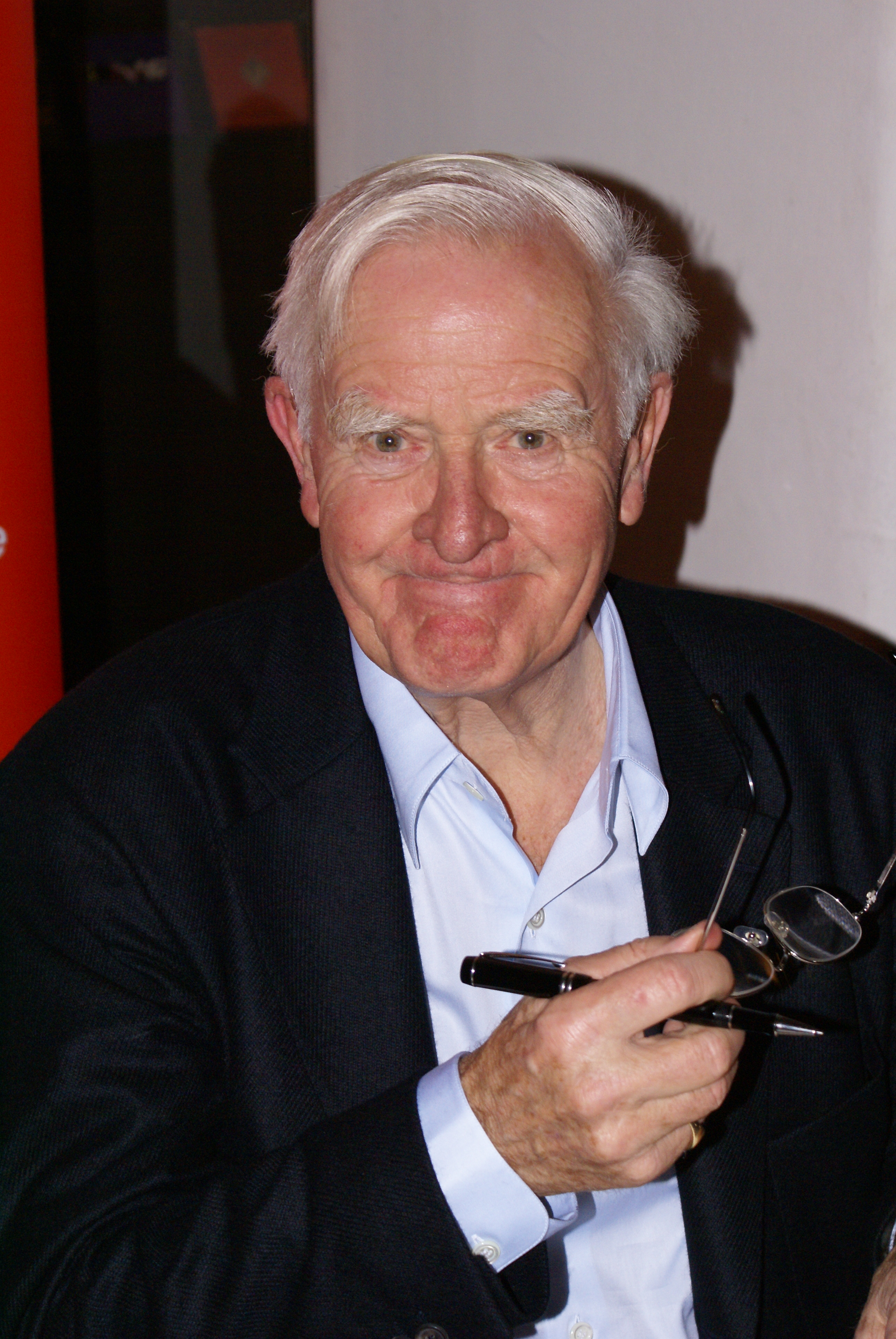
John le Carré
geboren in 1931

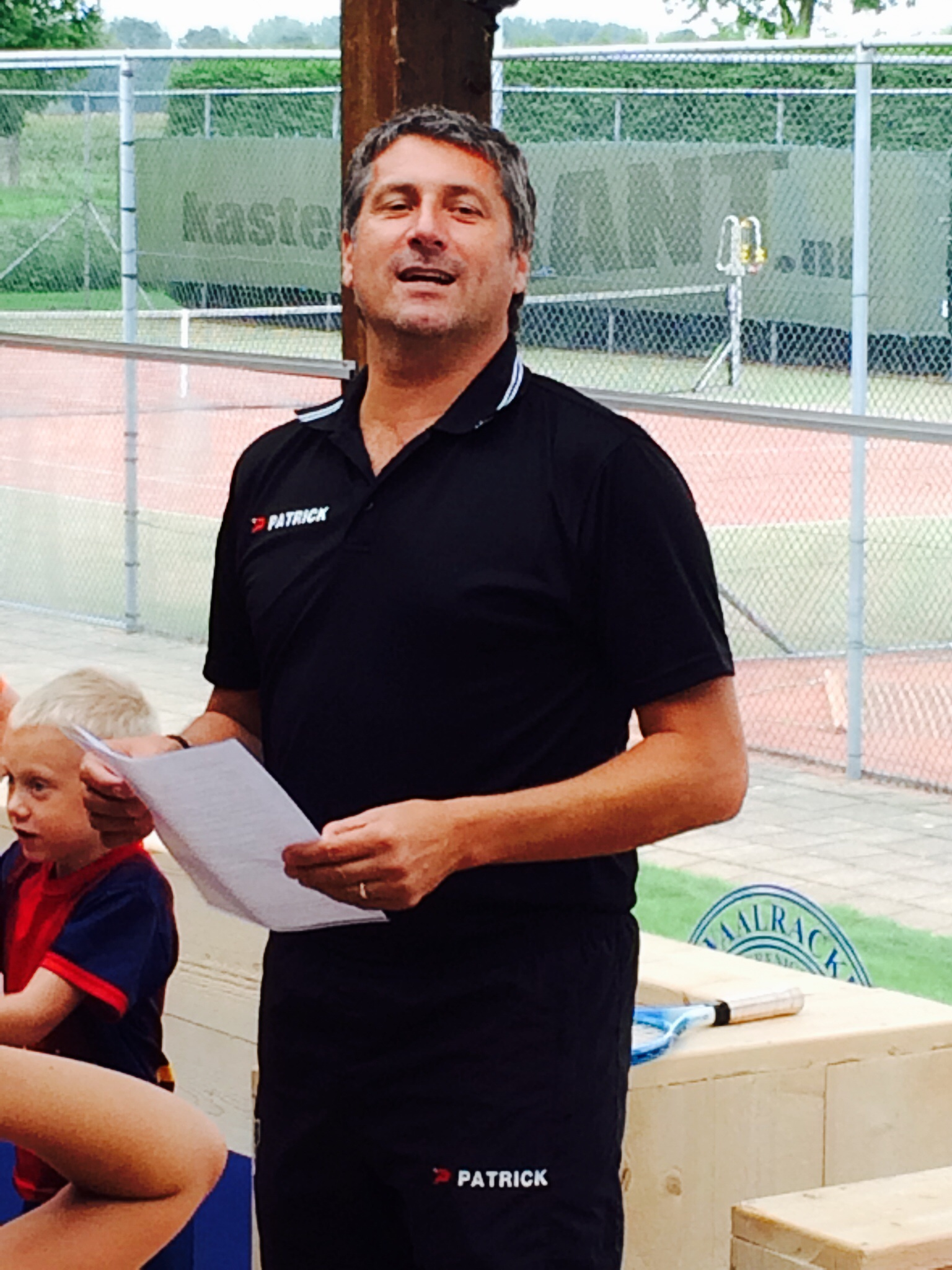
Ruud Brood
geboren in 1962

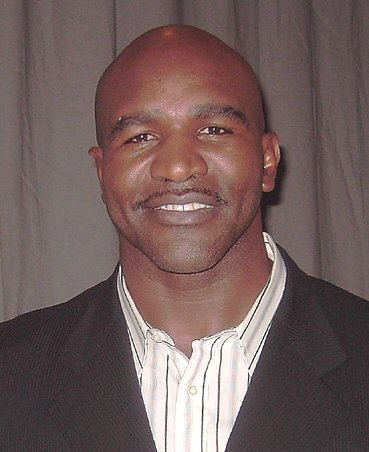
Evander Holyfield
geboren in 1962

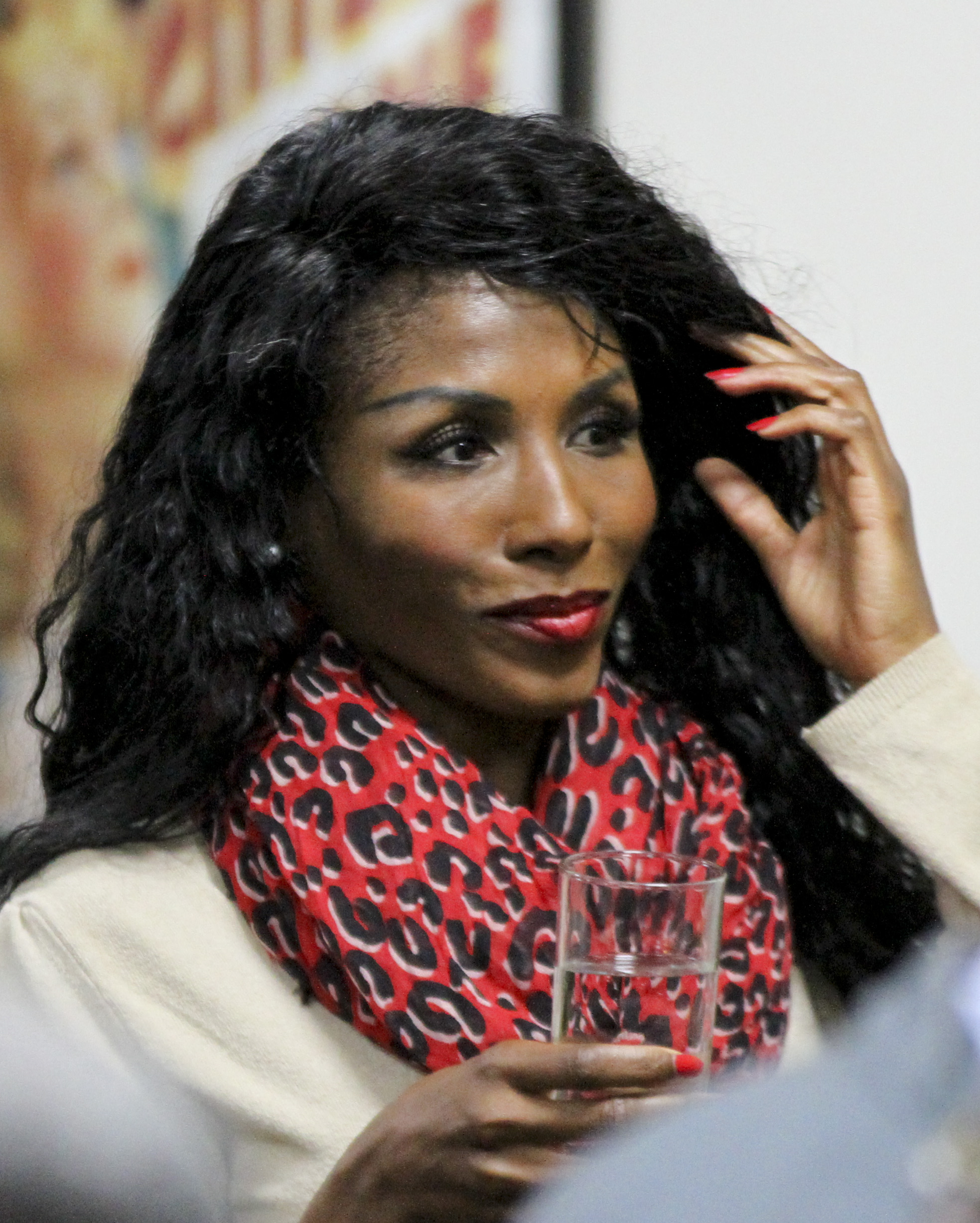
Sinitta
geboren in 1966

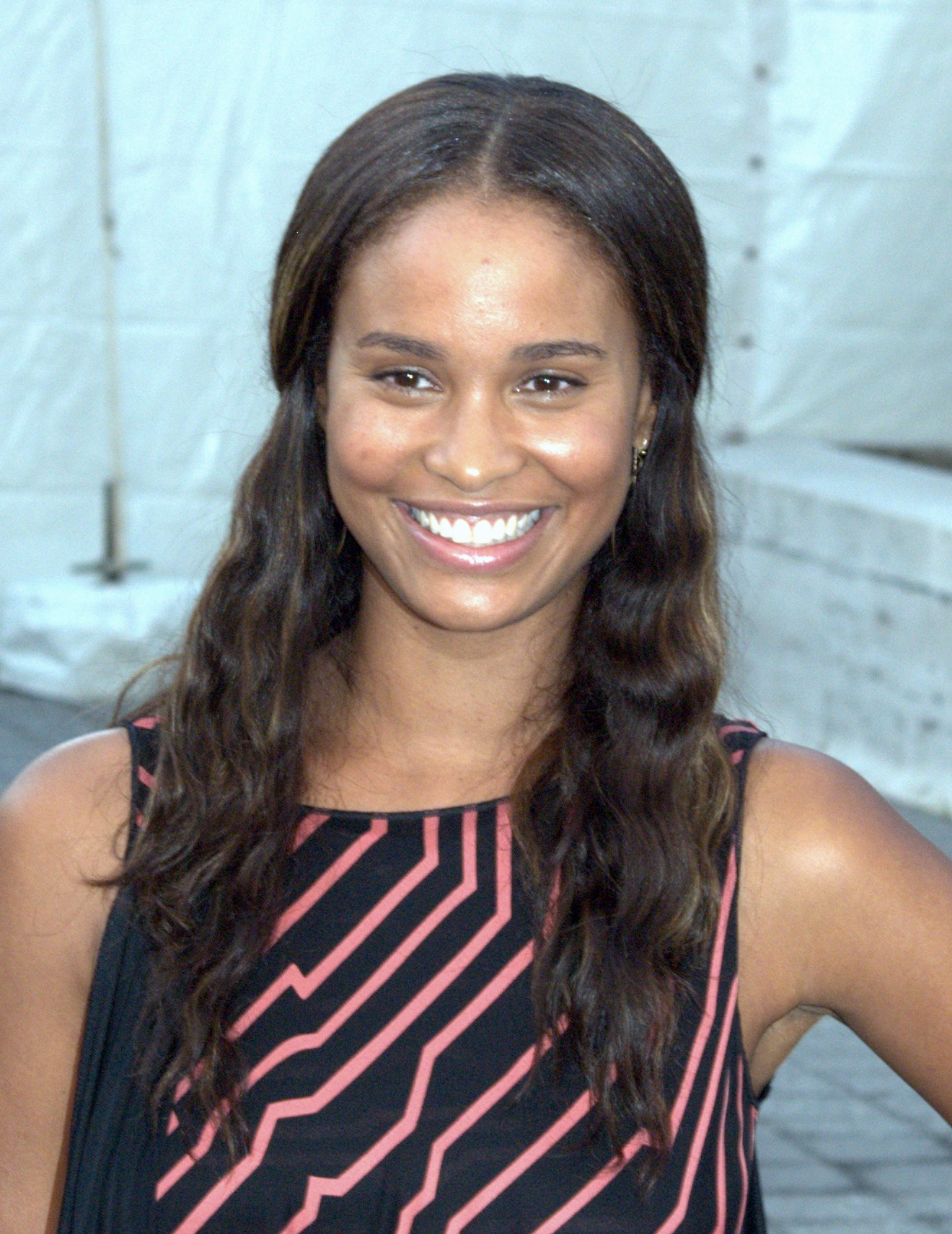
Joy Bryant
geboren in 1976

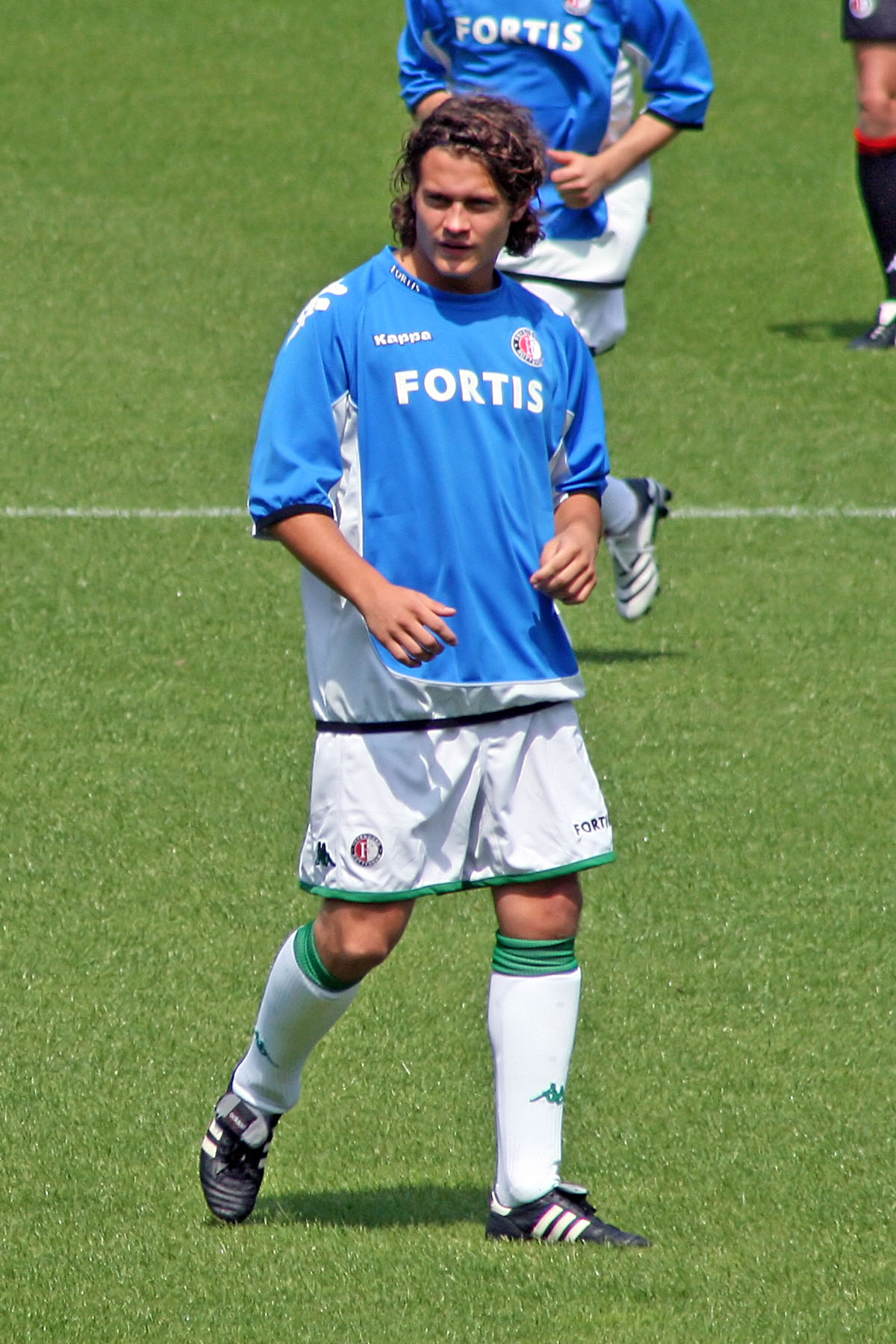
Sascha Visser
geboren in 1988

- 1605 - Thomas Browne, Engels arts en schrijver (overleden 1682)
- 1846 - Edward Blaes, Belgisch componist en muzikant (overleden 1909)
- 1821 - Francis Thomas Gregory, Australisch ontdekkingsreiziger, geodeet en politicus (overleden 1888)
- 1862 - Auguste Lumière, Frans fotografie- en filmpionier (overleden 1954)
- 1871 - Louis Fles, Nederlands zakenman, activist en auteur (overleden 1940)
- 1872 - Jacques Edwin Brandenberger, Zwitsers textielingenieur en uitvinder van het cellofaan (overleden 1954)
- 1873 - Jaap Eden, Nederlands schaats- en wielerkampioen (overleden 1925)
- 1876 - Adolpho Ducke, Braziliaans botanicus en entomoloog (overleden 1959)
- 1886 - Adolf Werner, Duits voetballer (overleden 1975)
- 1893 - Herman Meulemans, Belgisch componist, organist en muziekpedagoog (overleden 1965)
- 1894 - Pedro Sabido, Filipijns politicus en diplomaat (overleden 1980)
- 1895 - Lewis Mumford, Amerikaans historicus, wetenschappelijk filosoof en schrijver (overleden 1990)
- 1899 - Miguel Ángel Asturias, Guatemalteeks schrijver (overleden 1974)
- 1913 - Vinicius de Moraes, Braziliaans dichter, componist, diplomaat en journalist (overleden 1980)
- 1914 - Juanita Moore, Amerikaans actrice (overleden 2014)
- 1916 - Jean Dausset, Frans immunoloog en Nobelprijswinnaar (overleden 2009)
- 1918 - Robert Schwarz Strauss, Amerikaans advocaat en diplomaat (overleden 2014)
- 1921 - Gunnar Nordahl, Zweeds voetballer (overleden 1995)
- 1922 - Elsa Joubert, Zuid-Afrikaans schrijfster (overleden 2020)
- 1924 - Lubomír Štrougal, Tsjechisch politicus (overleden 2023)
- 1925 - Raymond Impanis, Belgisch wielrenner (overleden 2010)
- 1926 - Arne Bendiksen, Noors zanger en producer (overleden 2009)
- 1927 - Pierre Alechinsky, Belgisch kunstenaar
- 1927 - Hans Schäfer, Duits voetballer (overleden 2017)
- 1931 - Piet Burggraaf, Nederlands politicus (overleden 2019)
- 1931 - John le Carré, Brits schrijver van spionage-thrillers (overleden 2020)
- 1932 - Dalmo Gaspar (Dalmo), Braziliaans voetballer (overleden 2015)
- 1932 -  Diosdado Talamayan, Filipijns aartsbisschop
- 1933 - Geraldo Majella Agnelo, Braziliaans geestelijke en kardinaal (overleden 2023)
- 1933 - Lex Mulder, Nederlands geoloog en dammer (overleden 2022)
- 1935 - Johannes Mendlik, Nederlands jurist (overleden 2022)
- 1936 - Tony Lo Bianco, Amerikaans acteur, toneelproducent en filmregisseur (overleden 2024)
- 1938 - André Kouprianoff, Frans langebaanschaatser
- 1938 - Ton Regtien, Nederlands studentenleider (overleden 1989)
- 1938 - Sonja Bernd't (Sonja Ossendrijver), Nederlands zangeres en sieradenmaakster (overleden 2023)
- 1940 - Michael Gambon, Iers-Brits acteur (overleden 2023)
- 1941 - Joseph Azran, Israëlisch opperrabbijn en politicus (overleden 2010)
- 1941 - Pepetela, Angolees schrijver, politicus, hoogleraar en guerrillastrijder
- 1942 - Jim Rogers, Amerikaans econoom en schrijver
- 1942 - Andrew Vachss, Amerikaans schrijver en advocaat (overleden 2021)
- 1944 - Hugo Gatti, Argentijns voetballer (overleden 2025)
- 1944 - George McCrae, Amerikaans zanger
- 1944 - Peter Tosh, Jamaicaans zanger (overleden 1987)
- 1945 - Divine (Harris Glenn Milstead), Amerikaans zanger/travestiet (overleden 1988)
- 1945 - John Lithgow, Amerikaans acteur
- 1945 - Jeannie Riley, Amerikaans countryzangeres
- 1946 - Nardo Aluman, Surinaams-Caraïbisch schrijver (overleden 2021)
- 1946 - Jürgen Croy, Oost-Duits voetballer
- 1946 - Jorge Habegger, Argentijns voetbalcoach
- 1946 - Philip Pullman, Engels kinderboekenschrijver
- 1948 - Pat Klous, Amerikaans actrice
- 1948 - Peter Solley, Brits toetsenist en producent (overleden 2023)
- 1950 - Theo Engelen, Nederlands kinderboekenschrijver
- 1950 - Frans Van Den Wijngaert, Belgisch voetbalscheidsrechter
- 1951 - Annie Golden, Amerikaans zangeres en actrice
- 1951 - Dirk Martens, Belgisch journalist en auteur
- 1952 - Verónica Castro, Mexicaans zangeres, actrice en presentatrice
- 1952 - Virginio Ferrari, Italiaans motorcoureur
- 1953 - Hetty Heyting, Nederlands cabaretière, actrice en schrijfster
- 1953 - Daniel Nlandu Mayi, Congolees r.k. bisschop (overleden 2021)
- 1954 - Sam Allardyce, Engels voetballer en voetbalcoach
- 1954 - Roberto Battelli, Sloveens politicus
- 1954 - Guy Dardenne, Belgisch voetballer en voetbalcoach
- 1955 - Gary Goodfellow, Canadees-Nieuw-Zeelands motorcoureur
- 1955 - Ken Stott, Schots acteur
- 1956 - Darío Pereyra, Uruguayaans voetballer en trainer
- 1958 - Fientje Moerman, Belgisch advocate en politica (Open Vld)
- 1959 - Marike van Lier Lels, Nederlands zakenvrouw
- 1959 - Irina Podjalovskaja, Russisch atlete (overleden 2024)
- 1961 - Rogier van der Ploeg, Nederlands filmregisseur en muzikant
- 1962 - Ruud Brood, Nederlands voetbaltrainer
- 1962 - Evander Holyfield, Amerikaans bokser
- 1963 - Mark Behr, Zuid-Afrikaans schrijver en hoogleraar (overleden 2015)
- 1963 - Kool Keith, Amerikaans rapper en producer
- 1963 - Prins Laurent van België
- 1964 - Márcio Bittencourt, Braziliaans voetballer en trainer
- 1964 - Agnès Jaoui, Frans scenarioschrijver, filmregisseur, actrice en zangeres
- 1965 - Stefano Pioli, Italiaans voetballer en voetbaltrainer
- 1966 - Jon Favreau, Amerikaans acteur
- 1966 - Sinitta, Amerikaans discozangeres
- 1966 - David Vann, Amerikaans schrijver
- 1968 - Óscar Cortés, Colombiaans voetballer
- 1969 - Rinus Dijkstra, Nederlands zanger
- 1969 - Trey Parker, Amerikaans regisseur, acteur en componist
- 1969 - Erwin Sánchez, Boliviaans voetballer en voetbalcoach
- 1970 - Carlos Asprilla, Colombiaans voetballer
- 1970 - Pascalle van Egeraat, Nederlands televisiepresentatrice en fotomodel
- 1970 - Nouria Mérah-Benida, Algerijns atlete
- 1970 - Fabián Roncero, Spaans atleet
- 1972 - Pras Michel, Amerikaans muzikant
- 1972 - Megan Still, Australisch roeister
- 1973 - Hicham Arazi, Marokkaans tennisser
- 1973 - Steve Burns, Amerikaans acteur
- 1973 - Marc Lotz, Nederlands wielrenner
- 1973 - Helena Sampaio, Portugees atlete
- 1973 - Hanneke Smabers, Nederlands hockeyster
- 1974 - Linda Nooitmeer, Surinaams-Nederlands politica en bestuurder
- 1974 - Paulo Sérgio Oliveira da Silva, Braziliaans voetballer (overleden 2004)
- 1974 - Tesfaye Tola, Ethiopisch atleet
- 1974 - Wout Van Dessel, Belgisch dj en producer
- 1974 - João Varela, Kaapverdisch-Nederlands politicus
- 1975 - Jamie Donaldson, Welsh golfer
- 1976 - Leopold van Asten, Nederlands springruiter
- 1976 - Joy Bryant, Amerikaans model en actrice
- 1976 - Breaux Greer, Amerikaans atleet
- 1976 - Desmond Harrington, Amerikaans acteur
- 1980 - Katja Herbers, Nederlands actrice
- 1980 - Anna-Karin Kammerling, Zweeds zwemster
- 1980 - Simin Tander, Duits zangeres
- 1981 - Kate Hornsey, Australisch roeister
- 1981 - Heikki Kovalainen, Fins autocoureur
- 1982 - Damian Cudlin, Australisch motorcoureur
- 1982 - Chantal Groot, Nederlands zwemster
- 1982 - Gillian Jacobs, Amerikaans actrice
- 1982 - Andreas Matt, Oostenrijks freestyleskiër
- 1983 - Lucy Chaffer, Australisch skeletonster
- 1983 - Jorge Valdivia, Chileens voetballer
- 1985 - Gerben Last, Nederlands paralympisch sporter
- 1988 - Jalil Anibaba, Amerikaans voetballer
- 1988 - Yannick Meyer, Belgisch atleet
- 1988 - Sascha Visser, Nederlands acteur en zanger
- 1988 - Mink van der Weerden, Nederlands hockeyer
- 1990 - Badd Dimes, Nederlands dj
- 1990 - Emma Coburn, Amerikaans atlete
- 1990 - Timothy Herman, Belgisch atleet
- 1991 - Paul-Loup Chatin, Frans autocoureur
- 1991 - Travis Gerrits, Canadees freestyleskiër
- 1993 - Toon Aerts, Belgisch wielrenner
- 1994 - Chelsea Chenault, Amerikaans zwemster
- 1994 - Bas Schouten, Nederlands autocoureur
- 1995 - Nico Knystock, Duits voetballer
- 1996 - Jerry St. Juste, Nederlands voetballer
- 1997 - Edoardo Soleri, Italiaans voetballer
- 1998 - Kyle Kirkwood, Amerikaans autocoureur
- 2001 - Jolien Corteyn, Belgisch schermster
- 2004 - Jaydon Banel, Nederlands voetballer
- 2004 - Evan Ferguson, Iers voetballer
- 2005 - Žak Eržen, Sloveens wielrenner

## Overleden

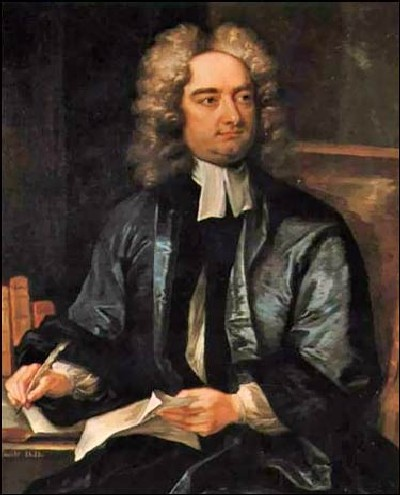
Jonathan Swift
overleden in 1745

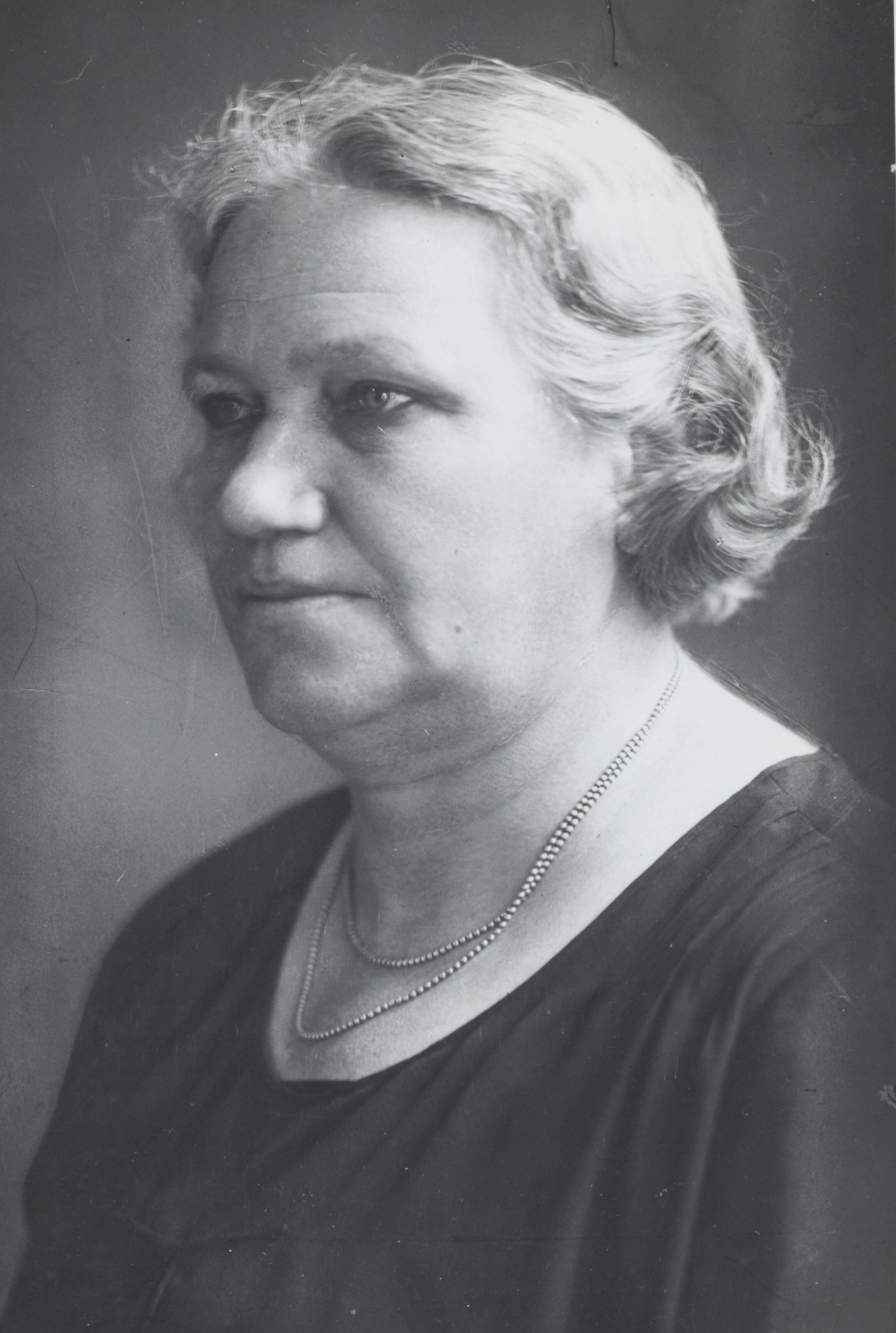
Suze Groeneweg
overleden in 1940

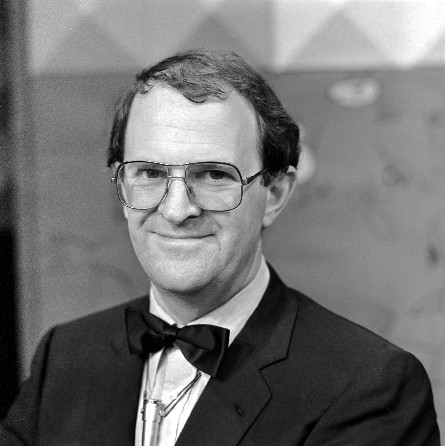
Harry Bannink
overleden in 1999

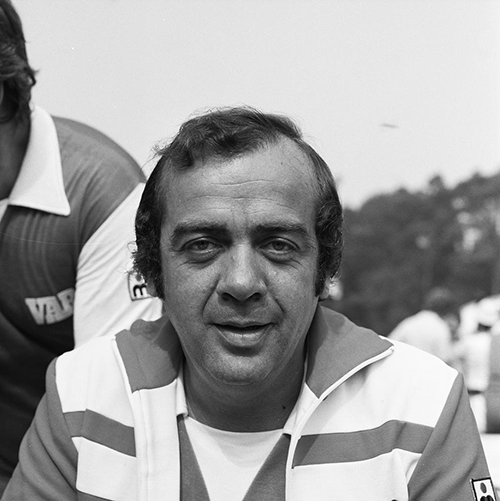
Frits Bom
overleden in 2017

- 1388 - Giovanni Dondi dell'Orologio (~58), Italiaans astronoom en arts
- 1609 - Jacobus Arminius (50), Nederlands predikant en godgeleerde
- 1682 - Thomas Browne (77), Engels arts en schrijver
- 1745 - Jonathan Swift (77), Engels-Iers prozaschrijver, dichter, pamflettist en satiricus
- 1889 - Lodewijk I van Portugal (51), koning van Portugal
- 1903 - John Callcott Horsley (86), Engels kunstschilder
- 1912 - Julius Maggi (66), Zwitsers voedselfabrikant
- 1937 - Antonio Jayme (83), Filipijns jurist en politicus
- 1937 - Ernest Rutherford (66), Nieuw-Zeelands natuurkundige
- 1939 - Teodoro Sandiko (79), Filipijns politicus
- 1940 - Emilio Comici (39), Italiaans bergbeklimmer
- 1940 - Suze Groeneweg (65), Nederlands politica, Ze was het eerste vrouwelijke Tweede Kamerlid in Nederland voor de SDAP.
- 1952 - Jan van der Sluis (63), Nederlands voetballer
- 1955 - Benjamin Boers (81), Nederlands predikant
- 1955 - Eugène Delporte (73), Belgisch astronoom
- 1955 - John Hodiak (41), Amerikaans acteur
- 1959 - Stanley Bate (47), Brits componist/pianist
- 1960 - Günter Raphael (57), Duits componist
- 1961 - Jan Buijs (72), Nederlands architect
- 1961 - Joseph Clays (68), Belgisch politicus
- 1961 - Louis Gob (75), Belgisch politicus
- 1961 - Sergio Osmeña (83), president van de Filipijnen
- 1961 - Franciscus van Ostaden (64), Nederlands auteur
- 1961 - Josine Reuling (62), Nederlands schrijver
- 1966 - Elizabeth Arden (87), Amerikaans cosmeticaondernemer
- 1970 - Lázaro Cárdenas del Río (75), Mexicaans politicus
- 1978 - Gig Young (64), Amerikaans acteur
- 1979 - Marc de Groot (69), Belgisch kunstenaar
- 1981 - René Lambrechts (58), Belgisch schrijver
- 1981 - Paul Snoek (47), Belgisch dichter en schrijver
- 1983 - Carel Willink (83), Nederlands schilder
- 1984 - Jerzy Popiełuszko (37), Pools priester
- 1986 - Samora Machel (53), Mozambikaans president
- 1987 - Hermann Lang (78), Duits autocoureur
- 1987 - Jacqueline du Pré (42), Brits celliste
- 1988 - Marcos Carneiro de Mendonça (93), Braziliaans voetballer
- 1988 - Son House (86), Amerikaans blueszanger en gitarist
- 1988 - Friedrich Weinreb (77), Joods-Zwitsers econoom
- 1992 - Arthur Wint (72), Jamaicaans atleet
- 1996 - Koos Landwehr (85), Nederlands hovenier en botanisch tekenaar
- 1998 - Fritz Honka (63), Duits moordenaar
- 1998 - Etienne Stautemas (71), Belgisch politicus en tuinontwerper
- 1999 - Harry Bannink (70), Nederlands componist, arrangeur en pianist
- 1999 - René Basecq (74), Belgisch senator
- 1999 - Georges Danloy (88), Belgisch generaal-majoor
- 1999 - Nathalie Sarraute (99), Russisch-Frans schrijfster
- 2000 - Gustav Kilian (92), Duits (baan)wielrenner
- 2000 - Antonio Maspes (68), Italiaans wielrenner
- 2000 - Karl Stein (87), Duits wiskundige
- 2000 - Ida Laura Veldhuyzen van Zanten (89), Nederlands avonturierster, pilote, Engelandvaarster en verzetsvrouw
- 2001 - Jagernath Lachmon (85), Surinaams politicus
- 2002 - Manuel Álvarez Bravo (100), Mexicaans fotograaf
- 2003 - Maarten Bon (70), Nederlands pianist en componist
- 2003 - Alija Izetbegović (78), Bosnisch moslimactivist en politicus
- 2003 - Nello Pagani (82), Italiaans autocoureur
- 2003 - Road Warrior Hawk (46), Amerikaans worstelaar
- 2003 - Georgi Vladimov (72), Russisch schrijver en dissident
- 2004 - Kenneth Eugene Iverson (83), Canadees informaticus
- 2004 - Sang Lee (50), Zuid-Koreaans biljarter
- 2006 - Tadeuz Sawicz (97), Pools oorlogsveteraan
- 2007 - Wu Jinghua (76), Chinees politicus
- 2007 - Jan Wolkers (81), Nederlands schrijver, columnist, kunstenaar, beeldhouwer en kunstschilder
- 2008 - Jan van den Ende (86), Nederlands cineast
- 2008 - Rieky Wijsbek (68), Nederlands beeldhouwster
- 2009 - Octávio Sérgio da Costa Moraes (Octávio) (86), Braziliaans voetballer
- 2009 - Howard Unruh (88), Amerikaans spreekiller
- 2009 - Joseph Wiseman (91), Canadees acteur
- 2010 - Bino (57), Italiaans zanger
- 2010 - Tom Bosley (83), Amerikaans acteur
- 2012 - Fiorenzo Magni (91), Italiaans wielrenner
- 2012 - Käthe Reichel (86), Duits actrice
- 2013 - Georges Descrières (83), Frans acteur
- 2013 - Ramon Dwarka Panday (63), Surinaams politicus
- 2013 - Noel Harrison (79), Brits zanger, acteur en skiër
- 2013 - Viktor Tsyboelenko (83), Sovjet-Russisch/Oekraïens atleet
- 2014 - Bernard Bartelink (84), Nederlands organist en componist
- 2014 - Jan Herreman (86), Belgisch politicus
- 2014 - John Holt (69), Jamaicaans reggaezanger
- 2014 - Coen Kaayk (67), Nederlands beeldhouwer
- 2014 - Étienne Mourrut (74), Frans politicus
- 2014 - Raphael Ravenscroft (60), Brits saxofonist
- 2016 - Giovanni Steffè (88), Italiaans roeier
- 2017 - Frits Bom (73), Nederlands presentator
- 2017 - Brice De Ruyver (62), Belgisch criminoloog
- 2017 - Ghislain Hiance (83), Belgisch burgemeester en volksvertegenwoordiger
- 2017 - Honorine Rondello (114), Frans supereeuwelinge
- 2018 - Osamu Shimomura (90), Japans scheikundige en Nobelprijswinnaar
- 2019 - Salvador Giner i de San Julián (85), Spaans socioloog
- 2019 - Huang Yong Ping (65), Frans beeldhouwer en installatiekunstenaar
- 2019 - Aleksandr Volkov (52), Russisch tennisser
- 2020 - Spencer Davis (81), Brits zanger
- 2020 - Tony Lewis (62), Brits rockbassist en singer-songwriter
- 2022 - Noureddine Farihi (65), Marokkaans-Belgisch acteur
- 2023 - Lasse Berghagen (78), Zweeds zanger, liedjesschrijver en acteur
- 2023 - Anfisa Reztsova (58), Russisch langlaufster en biatlete
- 2023 - Cherrie Vangelder-Smith (73), Nederlands zangeres

## Viering/herdenking
- Rooms-Katholieke kalender:

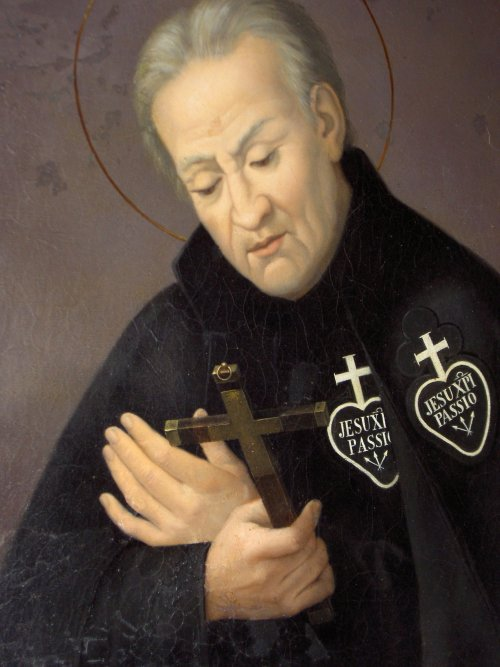
Paulus van het Kruis

  - Heilige Paul(us) van het Kruis († 1775) - Vrije Gedachtenis
  - Heilige Martelaren van Canada († 1649): o.a. Jean de Brébeuf en Isaac Jogues - Vrije Gedachtenis
  - Heilige Veranus van Cavaillon († c. 590)
  - Heilige Laura (van Cordova) († 864)
  - Heilige Frieda (van Oxford) († c. 735)
  - Heilige Cleopatra (van Syrië) († c. 327)
  - Heilige Philip Howard († 1595)
  - Heilige Joël († 5e eeuw v.Chr.)
  - Heilige Johannes van Rila († 946)
  - Zalige Jerzy Popiełuszko († 1984)

## Weerextremen

### Nederland
| | Officiële records | Officiële records | Officiële records |      | Landelijke records | Landelijke records | Landelijke records  |
| Gebeurtenis | Jaar              | Extreem           | Locatie           | Jaar | Extreem            | Locatie            |                     |
| --- | ----------------- | ----------------- | ----------------- | ---- | ------------------ | ------------------ | ------------------- |
| Laagste etmaalgemiddelde temperatuur (°C) | 1905              | 2,6               | De Bilt           |      | 1993               | 1,3                | Leeuwarden          |
| Hoogste etmaalgemiddelde temperatuur (°C) | 2014              | 17,1              | De Bilt           |      | 2012               | 18,7               | Maastricht          |
| Laagste minimumtemperatuur (°C) | 1972              | −3,8              | De Bilt           |      | 1972               | −5,3               | Soesterberg         |
| Hoogste minimumtemperatuur (°C) | 2014              | 14,8              | De Bilt           |      | 2012               | 16,3               | Maastricht          |
| Laagste maximumtemperatuur (°C) | 1922, 1951        | 9,0               | De Bilt           |      | 1951               | 5,5                | Eindhoven           |
| Hoogste maximumtemperatuur (°C) | 1921              | 22,7              | De Bilt           |      | 1921               | 24,2               | Maastricht          |
| Hoogste uurgemiddelde windsnelheid (m/s) | 1935              | 15,4              | De Bilt           |      | 1935               | 21,1               | De Kooy, Vlissingen |
| Hoogste windstoot (m/s) | 1954              | 21,1              | De Bilt           |      | 1986               | 33,4               | Valkenburg ZH       |
| Langste zonneschijnduur (uur) | 1993              | 9,5               | De Bilt           |      | 2018 2022          | 9,7                | Twenthe Voorschoten |
| Langste neerslagduur (uur) | 2010              | 12,0              | De Bilt           |      | 1992               | 16,7               | De Kooy             |
| Hoogste etmaalsom van de neerslag (mm) | 2010              | 32,4              | De Bilt           |      | 1973               | 37,9               | Valkenburg ZH       |
| Laagste etmaalgemiddelde relatieve vochtigheid (%) | 1935              | 66                | De Bilt           |      | 1921               | 57                 | Maastricht          |
| Laagste uurwaarde luchtdruk op zeeniveau (hPa) | 1961              | 980,1             | De Bilt           |      | 1961               | 979,6              | Deelen              |
| Hoogste uurwaarde luchtdruk op zeeniveau (hPa) | 1919              | 1037,8            | De Bilt           |      | 1993               | 1038,9             | Eelde               |
| Officiële records worden altijd gemeten op het KNMI-weerstation in De Bilt. Landelijke records kunnen worden gemeten op elk officieel KNMI-weerstation in Nederland. |                   |                   |                   |      |                    |                    |                     |

Uitzonderlijke gebeurtenissen
- 1921 - Laatste officiële warme dag van het jaar (maximumtemperatuur ≥ 20 °C in De Bilt)
- 2014 - Laatste officiële warme dag van het jaar (maximumtemperatuur ≥ 20 °C in De Bilt)
- 2017 - Laatste officiële warme dag van het jaar (maximumtemperatuur ≥ 20 °C in De Bilt)
- 2021 - Laatste landelijke warme dag van het jaar gemeten in Rotterdam, Westdorpe en Wilhelminadorp (maximumtemperatuur ≥ 20 °C op een officieel weerstation)
- 2023 - Landelijk laagste maximumtemperatuur in °C van oktober dit jaar gemeten in Nieuw Beerta: 8,7

### België
Dagrecords
- 1881 - Laagste etmaalgemiddelde temperatuur 3,3 °C
- 1921 - Hoogste etmaalgemiddelde temperatuur 18,1 °C
- 1881 - Laagste minimumtemperatuur −1,2 °C
- 1921 - Hoogste maximumtemperatuur 24,1 °C
- 1984 - Hoogste etmaalsom van de neerslag 28 mm

Uitzonderlijke gebeurtenissen
- 2012 - Er valt neerslag waar Saharazand in zit.

<< · 1 · 2 · 3 · 4 · 5 · 6 · 7 · 8 · 9 · 10 · 11 · 12 · 13 · 14 · 15 · 16 · 17 · 18 · 19 · 20 · 21 · 22 · 23 · 24 · 25 · 26 · 27 · 28 · 29 · 30 · 31 · >>